# Anni 90 (film)
Anni 90 è un film comico del 1992 diretto da Enrico Oldoini.
Il film è diviso in nove episodi interpretati da Massimo Boldi, Francesco Benigno, Christian De Sica, Nino Frassica, Ezio Greggio, Maurizio Mattioli e Andrea Roncato.
L'anno successivo ha avuto un sequel, Anni 90 - Parte II.

## Trama
Tutti gli episodi fotografano in modo caustico le consuetudini, le usanze e i modi di pensare tipici degli italiani nei primi anni 90 del XX secolo.

### Un amore impossibile
- Questo episodio è un'iperbole della paura delle malattie sessualmente trasmissibili, che porta la precauzione a diventare rapidamente ossessione.

In discoteca, il giovane siciliano Salvatore adocchia le ragazze del posto e in seguito risponde ai saluti ammiccanti di una di esse, Daniela. I due fanno conoscenza e iniziano a flirtare, ma ben presto viene a galla l'estrema meticolosità di lei, che si definisce una "ragazza di oggi, informata e responsabile". Dopo aver preso un costoso taxi in quanto l'etilometro della discoteca aveva segnalato che lui aveva un tasso alcolemico troppo alto per guidare ed a seguito dell'entrata in vigore delle targhe pari (e Salvatore si sarebbe disinteressato di tutto ciò se Daniela non lo avesse pressato in merito), i due arrivano a casa di Salvatore, dove lui riesce a fatica a convincerla a concedersi, in quanto lei ha molta paura dell'AIDS e più in generale di tutte le malattie che si trasmettono con il sesso. Daniela solleva un'enorme quantità di obiezioni riguardo alle precauzioni nei rapporti sessuali, al punto che Salvatore indossa una mascherina e si ricopre di teli di plastica e nastro adesivo dalla testa ai piedi, ma nonostante ciò la sua focosità a letto non viene meno («Però mi attizzi anche sottovuoto... ora ti faccio male!»).

### La telefonata
- Questo episodio prende di mira la crescente diffusione dei telefoni cellulari e la moda degli "appuntamenti al buio" e delle chat erotiche, all'epoca soltanto telefoniche.

Nel traffico milanese, Cesare Proietti, un piazzista romano in trasferta, a causa di un'interferenza con il telefono cellulare mentre cerca di contattare dei clienti dall'auto, inizia a dialogare con Cleopatra Valentini, una prosperosa e giunonica automobilista a sua volta originaria della Capitale, scambiando con lei complimenti e frasi galanti. I due non si accorgono di essere, in realtà, l'uno davanti all'altra con le proprie vetture; poco dopo, arrivati ad un semaforo, Cleopatra tampona l'auto di Cesare. A questo punto accade per ben due volte che, dopo essersi visti senza riconoscersi ed essersi insultati pesantemente dal vivo, i due risalgono in macchina e riprendono l'amabile conversazione telefonica come prima, giungendo praticamente a fissare un appuntamento al buio.

### Il maniaco
- Questo episodio ironizza sul comportamento di uomini maniaci sessuali che si vestono soltanto con un impermeabile, con lo scopo di aprirlo davanti alle donne per mostrare i genitali, ed anche sulla moda degli orologi da polso Swatch, diventati un vero e proprio fenomeno di costume negli anni 90.

Un presunto maniaco sessuale si aggira per un parco; apparentemente indossa solo un impermeabile e lo apre per mostrare volgarmente alle passanti (e persino a una papera) i suoi "attributi". Alla fine si imbatte in una giovane scolaretta, tenta anche con lei lo stesso osceno approccio e, notando che non è per niente inorridita ed anzi sembra molto interessata, le dice: "Bello, eh?". La bambina, stupefatta, gli chiede: "Posso toccarlo?" ed il maniaco risponde: "Basta che non lo righi!". Si scopre così che l'uomo sotto l'impermeabile non è affatto nudo, che la sua "mania" è in realtà rappresentata dal fare collezione di orologi alla moda e che ciò che la bambina vorrebbe toccare è in realtà un gigantesco orologio Swatch.

### Il matrimonio
- Questo episodio critica la moda dei matrimoni programmati troppo velocemente, senza conoscere a fondo i gusti ed i modi di fare del proprio partner.

Sull'altare, lo sposo Felice si mostra perplesso al momento di pronunciare il fatidico sì alla sua Claudia, puntando il dito in particolare contro il fatto che la ragazza ha cancellato tutti i suoi film in prima visione faticosamente registrati e raccolti su VHS per registrare sugli stessi nastri gli episodi della soap opera Beautiful. Alla fine il matrimonio prosegue, non prima di aver suscitato clamore all'interno della chiesa; è necessario l'intervento del prete per convincere lo sconfortato sposo a non mandare a monte le nozze.

### Il bambino viziato
- Questo episodio ironizza sulla linea telefonica umanitaria del Telefono Azzurro, nata nel 1987 come strumento per tutelare i bambini ma spesso utilizzata da alcuni pargoli molto viziati di fronte a comportamenti dei genitori assolutamente non tali da suscitare allarme.

Rosario, un siciliano trapiantato a Milano e diventato leghista, mentre litiga con la moglie, dà un lieve schiaffo al piccolo figlio Luigino, il quale telefona subito al "Telefono Blu" dicendo di essere stato pestato dal padre. Giunge dunque in casa uno strambo ispettore/psicologo che, per spiegare come eventualmente deve essere data una punizione, malmena Luigino molto più violentemente di quanto aveva fatto Rosario e spinge i genitori a fare lo stesso.

### Il club
- Questo episodio è una presa in giro nei confronti dei club per scambisti.

Al ragionier Ugo Bossi viene consigliato un raffinato ristorante, nel quale si reca con la moglie Neris per festeggiare il loro settimo anniversario di matrimonio. Il locale in realtà è uno dei settori di un Club Privèe chiamato "Orchidea Selvaggia", arredato con quadri, disegni e suppellettili erotici. Dopo aver cenato, i due vengono avvicinati da una coppia scambista, ma essendo sprovveduti vengono presto lasciati perdere. Ugo poi incontra un vecchio amico, Gino Renda, che li invita a recarsi in una delle altre sale; si ritrovano così in una sorta di cinema dove è in proiezione un film hard, che in realtà serve solo da cornice alla moltitudine di scambisti che lì sono riuniti. Complice anche la penombra, marito e moglie si perdono di vista: entrambi si ritroveranno coinvolti, loro malgrado, nella situazione. I due rientrano al loro domicilio scioccati e vanno a dormire, dopo essersi reciprocamente rinfacciati i loro "punti deboli": lui indossava la pancera e si dimostrava poco "dotato", mentre lei era sciatta e con indumenti intimi di scarso valore.

### Il sessuologo
- Questo episodio è un'ironica rappresentazione di quegli uomini che prendono in giro i conoscenti che effettuano visite dai sessuologi ma che in realtà avrebbero numerosi motivi per andarci loro stessi.

Andrea, Maurizio e Nino sono tre amici che, al termine di una partita di tennis insieme ad un altro loro amico, Massimo, notano che questi ha molta fretta di lasciare gli spogliatoi e andarsene. Insospettiti dal comportamento, vanno a curiosare nell'agenda dell'amico e vi trovano annotato un appuntamento con tale "Moira", con relativo indirizzo, quindi si convincono che si tratti di un incontro amoroso con una sconosciuta. Andati nel luogo indicato con l'intento di fare uno scherzo all'amico, scoprono che in realtà si tratta dello studio di un esperto di psicologia del sesso, il professor Moira, il quale sta tenendo una seduta di terapia di gruppo a cui Massimo sta partecipando. Messa a fuoco la situazione, Andrea, Maurizio e Nino cominciano a sfottere Massimo, ma alla fine anche loro si ritrovano a svelare al professore i loro problemi nei momenti d'intimità, in una situazione di generale imbarazzo: per Andrea l'eiaculazione precoce, per Maurizio le "dimensioni" non eccelse e la scarsa attività sessuale e per Nino l'ambiguità nell'orientamento. L'ultimo a spiegare le sue difficoltà in ambito sessuale è proprio Massimo, che dice di essersi recato lì in quanto affetto da una grave forma di erotomania che lo porta a voler copulare praticamente con qualsiasi donna incontri, incluse le mogli dei suoi migliori amici. Alla fine Massimo racconta che, dopo qualche tempo, è guarito dai suoi problemi e ha instaurato una relazione stabile con una sola donna: la moglie del professor Moira.

### La festa di Carnevale
- Questo episodio colpisce l'ipocrisia di coloro che si proclamano sostenitori della morale nella vita pubblica per poi comportarsi in modo lussurioso e perverso in quella privata.

Due dottori commercialisti colleghi e amici, Walter Mongini e Lando Marcelli, in occasione del martedì grasso si recano a casa del loro amico e collega Augusto per un'allegra serata in costume allietata da ragazze-squillo. Le rispettive mogli erano però già d'accordo per una festa di Carnevale in famiglia; per non lasciarsi sfuggire l'unico momento di svago possibile in un periodo di corposo lavoro, inventano una scusa e raccontano alle consorti di dover rimanere in ufficio fino a tardi per redigere il bilancio, in quanto il giorno dopo sarebbe in arrivo un ispettore da Londra. Per ironia della sorte, però, il loro direttore esige per davvero che quella notte venga preparato il bilancio, poiché è realmente prevista la visita di un supervisore dall'Inghilterra. Dopo aver lavorato per un po', avendo già affittato i costumi, i due si recano comunque alla festa, decidendo di presentare all'ispettore il bilancio dell'anno precedente, convinti che il giorno dopo nessuno si sarebbe accorto della differenza.
Mascherati da donne, per un contrattempo finiscono lungo le mura, luogo di prostituzione, dove a causa dei loro travestimenti corrono il rischio di essere linciati da dei viado, finché sopraggiungono i Carabinieri che portano tutti in caserma. Mentre i due vengono interrogati, proprio un transessuale li descrive ai militari come suoi amici, riuscendo così a farsi rilasciare. Una volta fuori il viado, che li ha presi in simpatia, li porta con sé dovendo soddisfare i desideri di un facoltoso cliente, che si scopre essere proprio il direttore di Walter e Lando. Egli, vedendoli ancora travestiti, non solo non li riconosce, ma anzi, credendoli due transessuali, li omaggia addirittura con una discreta mancia.
La mattina dopo il direttore, accortosi dell'inganno relativo al bilancio, licenzia in tronco Walter e Lando, i quali però, dopo un attimo di smarrimento, non si perdono d'animo, in quanto una provvidenziale telefonata della moglie del capo offre loro la possibilità di risolvere la situazione: dopo essersi travestiti nuovamente come la sera prima, si presentano nell'ufficio del direttore, che stavolta li riconosce, e lo ricattano minacciandolo di raccontare alla consorte la storia della sera precedente, quindi l'uomo si ritrova costretto a riassumerli ed a soddisfare le loro richieste per non compromettere il proprio matrimonio.

### La paura
- Questo episodio tratta il problema della sicurezza pubblica, spesso troppo enfatizzato dai cittadini italiani, propensi a terrorizzarsi anche in momenti in cui oggettivamente non ne vale la pena.

Due amici, dopo aver giocato a squash di sera presso un centro sportivo, si ritrovano con la batteria dell'auto scarica e sono costretti a utilizzare la metropolitana per poter rincasare, ma uno dei due è molto riluttante in quanto teme di incontrare aggressori e balordi. Rimasti da soli all'interno del vagone, hanno una sgradita sorpresa, poiché salgono a bordo due uomini apparentemente poco raccomandabili, in quanto hanno un aspetto poco rassicurante e uno dei due ha con sé un coltellino. Dopo aver tentato invano di farsi coraggio reciprocamente e mantenere un contegno indifferente, alla fine i due amici si spaventano a tal punto che decidono di scendere alla fermata successiva, anche se non è la loro, ed iniziano ad allontanarsi, prima lentamente e poi di corsa.
I due presunti balordi apparentemente li seguono, ma in realtà fanno lo stesso percorso in modo del tutto casuale ed hanno anche loro, a propria volta, paura dei due amici. Con il passare del tempo anche altri passanti, presi da un panico irrazionale e immotivato, cominciano a comportarsi allo stesso modo, rincorrendoli, e nel giro di poco si forma un vero e proprio fiume di persone che corre per la strada chiedendo aiuto, assolutamente senza motivo. Alla fine un sosia di Alfred Hitchcock, con tanto di cane al guinzaglio, spiega i motivi di questa immotivata paura, dicendo che spesso chi scappa fa più paura del perché scappa. Al termine di questo episodio si trovano i titoli di coda, accompagnati dal brano I Want To Break Free dei Queen.

### Pubblicità Regresso
Tra un episodio e l'altro vi sono dei piccoli intermezzi con protagonisti gli stessi attori del film, introdotti da una grafica in stile pubblicitario; alcuni di essi sono chiamati Pubblicità Regresso, evidente parodia della Pubblicità Progresso e di vari spot pubblicitari di quegli anni, come già fatto in programmi televisivi come Avanzi.
Si va dalla sensibilizzazione sull'uso del preservativo (parodia di uno spot per sensibilizzare al riguardo in cui un professore chiedeva "Di chi è questo?" dopo aver trovato un profilattico in classe e gli studenti rispondevano tutti in coro "È mio"; nel film è Ezio Greggio a rivendicare la proprietà dell'oggetto e la prima volta viene malvisto e condannato dall'intera classe, la seconda volta viene osannato solo dalle compagne e la terza viene acclamato da tutti, maschi e femmine) alla propaganda anti-fumo (un uomo che fuma una sigaretta viene aspramente criticato da altre persone, le quali però nel frattempo o fanno uso di droghe di vario tipo o sono sieropositivi ed identificati da un "alone violaceo") ed alla campagna contro l'abbandono dei cani nel periodo estivo (un uomo convince a rimanere in un parco quello che all'inizio sembra essere un cane ma che alla fine si scopre essere il suo anziano padre e, allo stesso tempo, dimostra di non avere alcun problema nel portare il proprio cane con sé in vacanza; la causa del tutto è la nuora dell'anziano, che ha costretto il consorte ad "abbandonare" il padre al fine di godersi in pace le ferie).
Oltre ai sopracitati, è presente un "corto" in cui alcuni cadaveri si risvegliano, venendo fuori dalle tombe del cimitero, ed un piccolo drappello di zombies si muove per le vie della città portando vessilli scarlatti e con il sottofondo musicale di Bandiera rossa, tradizionale canzone popolare della sinistra italiana. La scena si chiude con la laconica frase "A volte ritornano"; è evidente il riferimento alle allora recenti vicende del Partito Comunista Italiano (e probabilmente alla nascita di Rifondazione Comunista), oltre che all'omonimo film horror del 1991, il cui trailer venne largamente pubblicizzato in televisione dalle varie rubriche di presentazioni cinematografiche. 
A conti fatti si capisce come la Pubblicità Regresso non sia una semplice parodia, ma rappresenti in realtà una sottile denuncia dell'ipocrisia imperversante nella società moderna.

## Distribuzione
Il film è uscito nelle sale italiane il 30 ottobre 1992.

## Censura
Nella pellicola avrebbero dovuto essere presenti anche un altro episodio e un altro spot della Pubblicità Regresso, ma entrambi vennero censurati dalla distribuzione, che ritenne che fossero particolarmente offensivi ed avrebbero rischiato di rendere il film vietato ai minori di 14 anni. In particolare l'episodio mancante venne rimosso in quanto considerato molto razzista e di esso si conosce solamente l'ambientazione: un gruppo di africani, comandati da Greggio, impegnati a lavorare la terra in modo faticoso. Alcuni estratti dell'episodio, oltre che dell'intermezzo pubblicitario censurato (che parlava di protezione dall'AIDS mediante i preservativi), sono comunque reperibili nel trailer del film.

## Sequel
Visto il successo al botteghino, l'anno successivo il film ha avuto un sequel chiamato Anni 90 - Parte II. La pellicola è stata diretta sempre da Enrico Oldoini e interpretata per buona parte dallo stesso cast.